# Pitcairnia integrifolia
Pitcairnia integrifolia är en gräsväxtart som beskrevs av Ker Gawl. Pitcairnia integrifolia ingår i släktet Pitcairnia och familjen Bromeliaceae. Inga underarter finns listade i Catalogue of Life.